# Luftangriff von Songjiang
Der Luftangriff von Songjiang war ein Luftangriff auf einen Zug am 8. September 1937 in Songjiang in der Republik China, bei dem 300 Menschen starben.

## Ausgangslage
Seit 1937 griff das Japanische Kaiserreich die Republik China im Japanisch-Chinesischen Krieg an. Die Japaner hatten neben der Mandschurei Teile der ostchinesischen Küste besetzt. Im August 1937 eröffneten sie die Schlacht um Shanghai, um die Großstadt Shanghai zu besetzen.
Songjiang war eine Stadt und ein Bahnhof etwa 50 km westlich des damaligen Stadtzentrums und ist heute Teil des städtischen Konglomerats Shanghai. Im Bahnhof von Songjiang hatte ein Zug gehalten, der mit 1500 Flüchtlingen völlig überfüllt war, die vor den Angriffen der Japaner aus der Stadt flohen. Er sollte nach Wuhan fahren. Nach Angaben der Republik China befand sich in dem Zug kein Militär, ausschließlich Nichtkombattanten.

## Hergang
Japanische Flugzeuge griffen die Bahnanlagen an und warfen darauf Fliegerbomben ab. Dies geschah, ohne dass es zuvor einen Fliegeralarm gegeben hätte. Fünf Wagen des Zuges, drei Personenwagen der 3. Klasse und zwei Wagen 2. Klasse, wurden durch die Bomben aus den Gleisen geschleudert und zerstört. Die Bahnanlagen wurden ebenfalls schwer beschädigt, unter anderem wurde ein Wasserturm und eine Fußgängerbrücke zerstört.

## Folgen
Nach Zeitungsberichten starben mindestens 300 Menschen und 400 weitere wurden verletzt.